# Hydractinia multitentaculata
Hydractinia multitentaculata is een hydroïdpoliep uit de familie Hydractiniidae. De poliep komt uit het geslacht Hydractinia. Hydractinia multitentaculata werd in 1975 voor het eerst wetenschappelijk beschreven door Millard. 